# Kavookavala
Kavookavala – szósty album studyjny brazylijskiej grupy Raimundos, wydany 17 czerwca 2002 roku.

## Lista utworów
| Nr  | Tytuł utworu                                                                                 | Długość |
| --- | -------------------------------------------------------------------------------------------- | ------- |
| 1.  | „Fique! Fique!” (słowa: Telo, Digão; muzyka: Marquinho, Canisso, Digão)                      | 02:52   |
| 2.  | „Crocodilo Mei Kilo” (słowa i muzyka: Digão)                                                 | 02:25   |
| 3.  | „Joey” (słowa: Digão, Telo; muzyka: Digão)                                                   | 03:39   |
| 4.  | „Vento Certo (Água da Mina)” (słowa: Digão, Telo; muzyka: Digão)                             | 02:33   |
| 5.  | „Kavookavala” (słowa: Telo; muzyka: Digão)                                                   | 03:42   |
| 6.  | „El Mariachi” (słowa: Digão, Telo; muzyka: Digão)                                            | 01:51   |
| 7.  | „Mas Vó” (słowa: Telo; muzyka: Digão)                                                        | 04:18   |
| 8.  | „Princesinha” (słowa i muzyka: Telo))                                                        | 02:38   |
| 9.  | „Uabarrêba” (słowa: Digão, Telo; muzyka: Digão)                                              | 02:32   |
| 10. | „Atitude Severa” (słowa: Telo, Digão, Gabriel; muzyka: Marquinho, Canisso)                   | 02:47   |
| 11. | „Pegamutukalá” (słowa: Mr. Catra, DJ Leandro Neurose, Telo, Digão; muzyka: Marquinho, Digão) | 03:48   |
| 12. | „Baixo Calão” (słowa: Telo, Digão; muzyka: Canisso, Marquinho, Digão)                        | 02:53   |
|     |                                                                                              | 35:58   |

## Wykonawcy
- Digão – wokal, gitara
- Marquim – gitara, wokal wspierający
- Canisso – gitara basowa, wokal wspierający
- Fred Castro – perkusja[2]